# کاشغر
شهر کاشغَر (به اویغوری: قه‌شقه‌ر، به چینی: 喀什، به پین‌یین: Kāshí) مرکز شهرستان کاشغر از توابع ناحیه خودمختار سین‌کیانگ در شمالغرب جمهوری خلق چین است. کاشغر از شهرهای کهن چین به‌شمار می‌رود و به مروارید جاده ابریشم نیز ملقب گشته است.
بر پایه آمار سال ۱۳۸۲، جمعیت این شهر برابر با ۳۵۱٬۸۷۴ تن بوده است. نژاد اغلب مردم این شهر، ایغور می‌باشد که جزو اقوام ترک‌تبار محسوب می‌شوند و به زبان اویغوری و پامیری سخن می‌کنند. این شهر در ۱۹ دسامبر ۲۰۲۳ با شاخص ۹۹۹ آلوده‌ترین شهر دنیا شناخته شد.

## ریشه‌شناسی نام
نخستین نام‌های ثبت‌شده از این شهر «شوفو» (疏附) و «شوله» (疏勒) هستند. شوفو در اصل به شهر قدیمی کاشغر که محل سکونت اویغورها بود، اشاره می‌کرد، در حالی که شوله به شهر جدیدی که توسط مهاجران هان در فاصله ۶ مایلی (۹٫۷ کیلومتری) شهر قدیمی ساخته شده بود، اطلاق می‌شد. شوله ممکن است تلاشی از سوی چینی‌ها برای نوشتن نام سانسکریت کاشغر، یعنی «شری‌کریراتی» (به معنای «مهمان‌نوازی خوش‌یمن») بوده باشد.
منشأ نام کاشغر به‌طور قطع مشخص نیست و موضوع بحث‌های دانشگاهی است. بطلمیوس، جغرافیدان رومی (۹۰–۱۶۸)، در اثر خود جغرافیا، از این شهر به عنوان «کاسی» یاد می‌کند. در همین حال، شوان‌زانگ، محقق بودایی، پس از عبور از این شهر در سال ۶۴۴، نام «کاشا» را ثبت کرد. نام «کاشغر» تا زمان سلسله سونگ (۹۶۰–۱۲۷۹) در اسناد چینی ظاهر نشد (به عنوان 喀什噶爾)، اما احتمالاً مدت‌ها قبل از آن به صورت شفاهی استفاده می‌شده است. اورل اشتاین، باستان‌شناس بریتانیایی (۱۸۶۲–۱۹۴۳) استدلال کرد که نام کاشغر در سال ۷۱۶، مدتی پس از حملات به این شهر توسط قتیبة بن مسلم، فرماندار عرب خراسان در آن زمان، مورد استفاده قرار گرفت. با این حال، همیلتون الکساندر روسکین گیب (۱۸۹۵–۱۹۷۱)، مورخ اسکاتلندی معاصر اشتاین، استدلال کرد که قتیبه هرگز به کاشغر نرسیده است و اشتاین احتمالاً کاشغر را با شهر دیگری اشتباه گرفته است.
نام انگلیسی «کاشغر» از نام روسی (Кашгар) گرفته شده است که خود از نام فارسی «کاشغر» گرفته شده است. هرلد والتر بیلی (۱۸۹۹–۱۹۹۶)، محقق انگلیسی که در زبان‌های ایرانی تخصص داشت، پیشنهاد کرد که «کاش» ممکن است نام بومی این شهر بوده باشد، که پسوند «غر» (به معنای کوه) در زبان‌های ایرانی شرقی بعداً به آن اضافه شده است. املای قدیمی انگلیسی کاشغر شامل «کاسکار» و «کشگر» است. نام چینی مدرن «کاشی» (喀什) شکل کوتاه‌شده نام طولانی‌تر و کمتر استفاده‌شده «کاشی‌گر» (喀什噶爾) است. املای رسمی دولت چین برای کاشغر در زبان اویغوری «قه‌شقه‌ر» است. املای تاریخی «کاشغه‌ر» هنوز هم امروزه توسط برخی از اویغورها استفاده می‌شود.

## جمعیت
| ترکیب قومیتی شهر کاشغر | ترکیب قومیتی شهر کاشغر | ترکیب قومیتی شهر کاشغر | ترکیب قومیتی شهر کاشغر | ترکیب قومیتی شهر کاشغر |
| ---------------------- | ---------------------- | ---------------------- | ---------------------- | ---------------------- |
| قومیت                  | قومیت                  |                        | درصد                   | درصد                   |
| اویغور                 | اویغور                 |                        | ۸۵٫۸٪                  | ۸۵٫۸٪                  |
| هان                    | هان                    |                        | ۱۳٫۵٪                  | ۱۳٫۵٪                  |
| هوئی                   | هوئی                   |                        | ۰٫۲٪                   | ۰٫۲٪                   |
| ازبک                   | ازبک                   |                        | ۰٫۲٪                   | ۰٫۲٪                   |
| سایر                   | سایر                   |                        | ۰٫۳٪                   | ۰٫۳٪                   |
| منبع سرشماری جمعیت:    |                        |                        |                        |                        |

## تاریخ
در نوشته‌های چینی سده ۲ پ. م واژه سک که بعدها به سو وسئی تبدیل شد به کار رفته است. به نوشته این منابع، سکاها در شمال باختری کاشغر می‌زیستند. گویا قبایل سکایی در میان سال‌های ۱۰۰ تا ۱۲۰م به حدود ترکستان چین و آسیای میانه سرازیر شدند و شاخه‌ای از آن‌ها به کاشغر و ختن راه سپردند.
شاپور ساسانی در کتیبه کعبه زرتشت، در آنجا که گستره مرزهای امپراتوری خود را ترسیم می‌کند، از کاشغر نیز در کنار سغد، چاچ و ابرشهر که مرکز آن نسا بوده است، در شمار شهرهای قلمرو خود نام می‌برد. گویا شاپور کسی از دودمان ساسانی را به فرمانروایی کاشغر نگماشته بود و شاه کوشانی به استقلال در آن سامان فرمان می‌راند و تنها خراج‌گزار شاه ایران بود. کاشغر نخستین بار در دورهٔ فرمانروایی سلسلهٔ هان به حکومت چین پیوست.
شهرستان ینگی‌شهر در سال ۱۹۱۳ میلادی تأسیس شد. شهر کاشغر در تابعیت این شهرستان قرار گرفت.
ولایت مدرن کاشغر، در سال ۱۹۱۳ میلادی، دومین سال حاکمیت جمهوری چین تشکیل شد. ولایت کاشغر در آن زمان شامل اراضی امروزی این ولایت، علاوه بر ولایت ختن و ولایت خودمختار قزل‌سو قرقیز (بجز شهرستان آقچی) بود. ولایت کاشغر شامل ۱۲ شهرستان بود، منجمله شهرستان ینگی‌شهر. شهر کاشغر مرکز این ولایت شد.
در سالهای ۱۹۳۳ و ۱۹۳۴ میلادی، در منطقهٔ کاشغر که در آن زمان شامل ولایت خودمختار قزل‌سو نیز می‌شد، در طی شورشی علیه حکومت استانی وفادار به جمهوری چین، کشور جدیدی به طول دو سال با نام جمهوری اسلامی ترکستان شرقی اعلام شده بود. در طول این شورش، شهر کاشغر شاهد جنگ و درگیری و کشتار بین قوای ترک اویغور و قرقیز در یک سو، و قوای مسلمانان چینی‌تبار هوئی از سوی دیگر بود.
در سال ۱۹۵۲ میلادی، شهر کاشغر از شهرستان ینگی‌شهر جدا شده و به «شهر در سطح شهرستان» ارتقاء یافت.
بین سالهای ۱۹۵۴ و ۱۹۵۶ میلادی، «ولایت خودمختار جنوب سین‌کیانگ» (مشابه ولایت خودمختار ایلی قزاق) با تحت مدیریت داشتن ولایات کاشغر، یارکند، آق‌سو، ختن، و ولایت خودمختار قزل‌سو قرقیز ایجاد شد. بین سال‌های ۱۹۵۵ و ۱۹۵۶، ولایت کاشغر منحل شده، و شهر کاشغر و سایر شهرستان‌های آن، تحت تابعیت مستقیم «ولایت خودمختار جنوب سین‌کیانگ» قرار گرفت. کاشغر مرکز این واحد تقسیماتی جدید شد.
در سال ۱۹۵۶، «ولایت خودمختار جنوب سین‌کیانگ» منحل شد. در این سال، ولایت کاشغر باز دوباره تأسیس شد. در همین سال، ولایت یارکند نیز منحل شده و ۴ شهرستان آن به ولایت کاشغر پیوستند. شهر کاشغر تا به امروز تابع ولایت کاشغر و مرکز اداری آن بوده است.

## اسلام در کاشغر
کاشغر به عنوان مرکز فرهنگ اسلامی در چین شناخته می‌شود. مسلمانان اویغور ۹۸٪ جمعیت این شهر را (در حدود ۳٬۴۰۰٬۰۰۰ نفر) تشکیل می‌دهند. در کاشغر نزدیک به ۱۰ هزار مسجد وجود دارد.

## نگارخانه

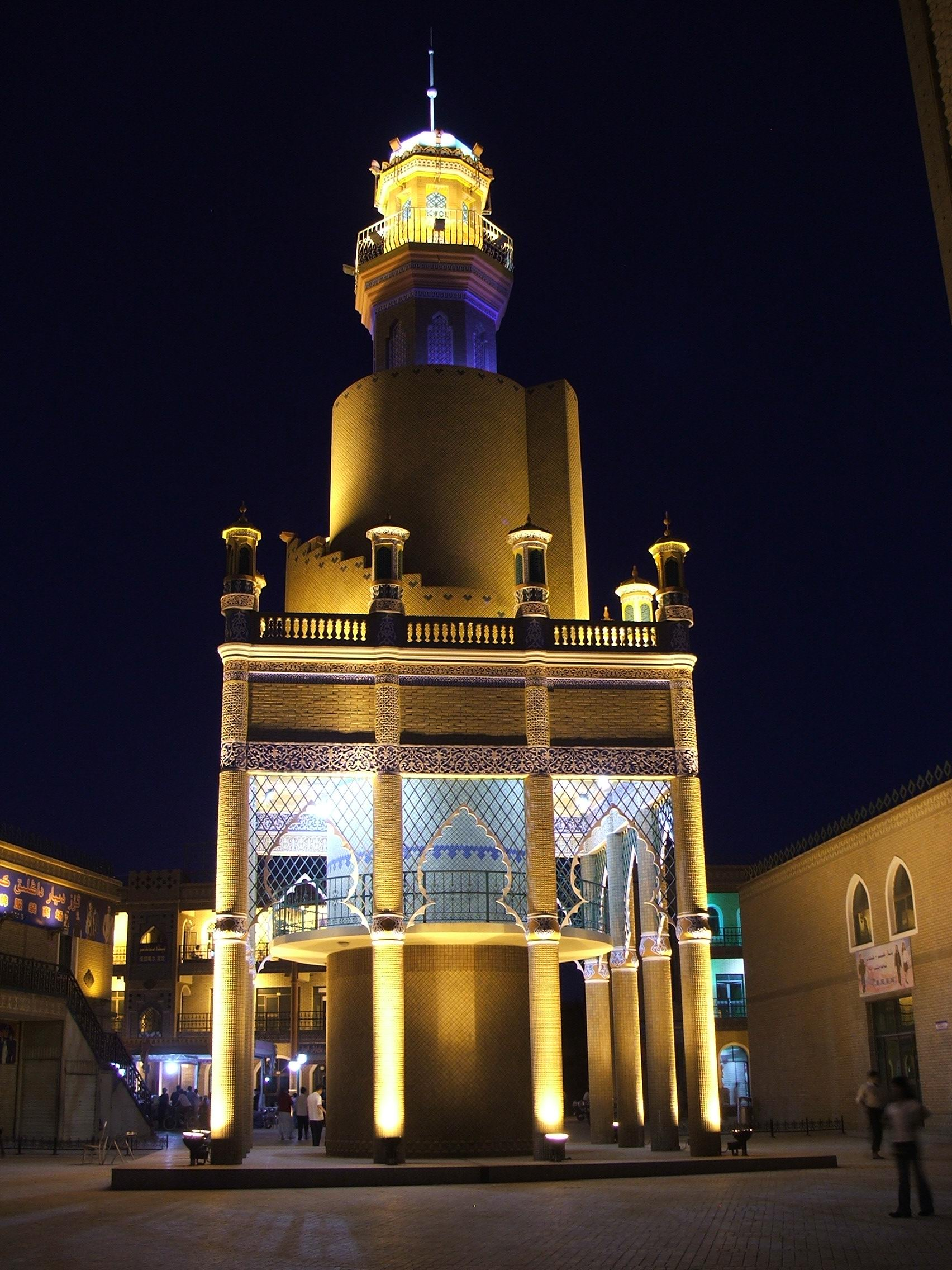
مناره کاشغر در شب
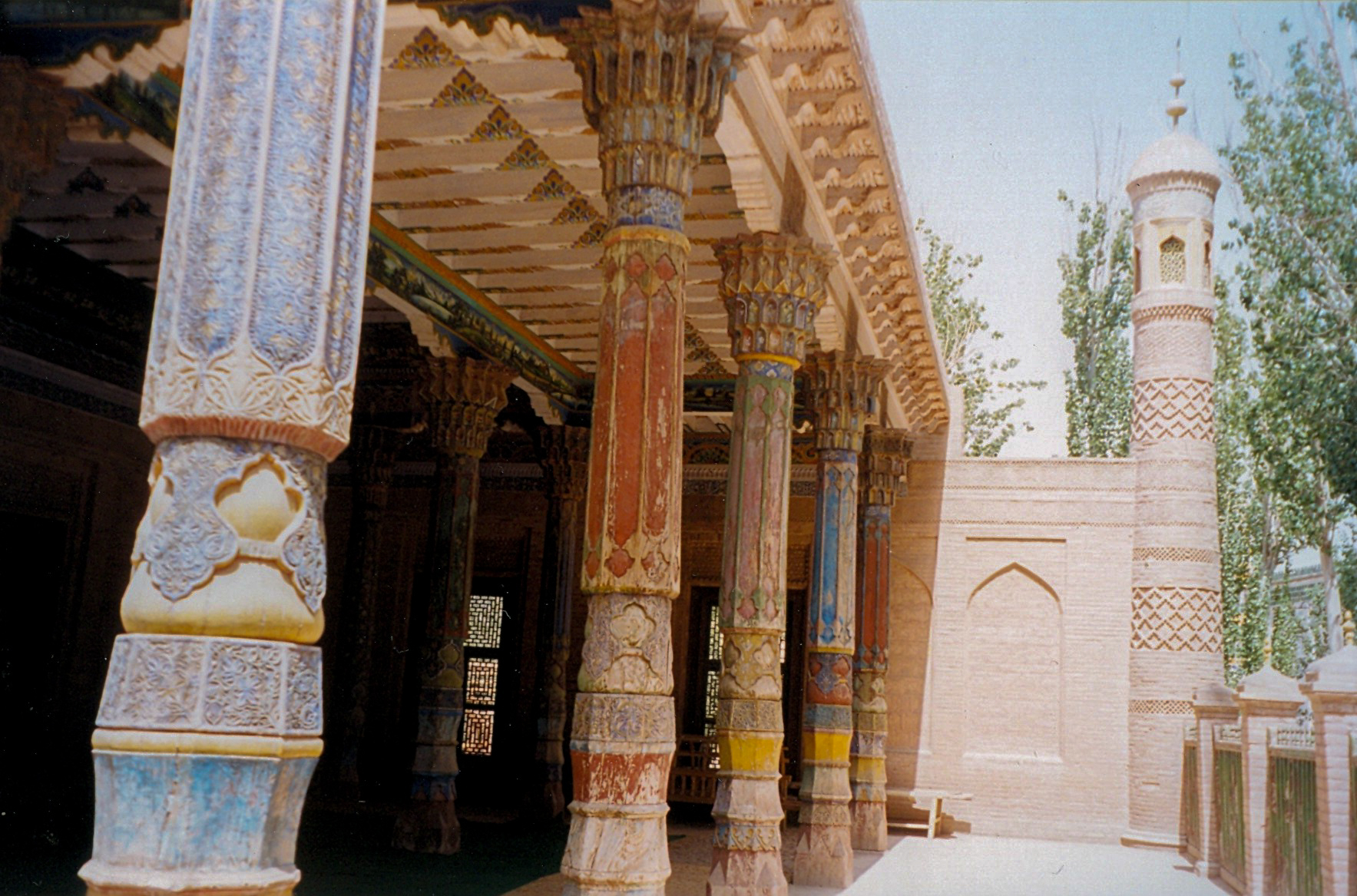
مسجد کنار آرامگاه آفاق خوجه.
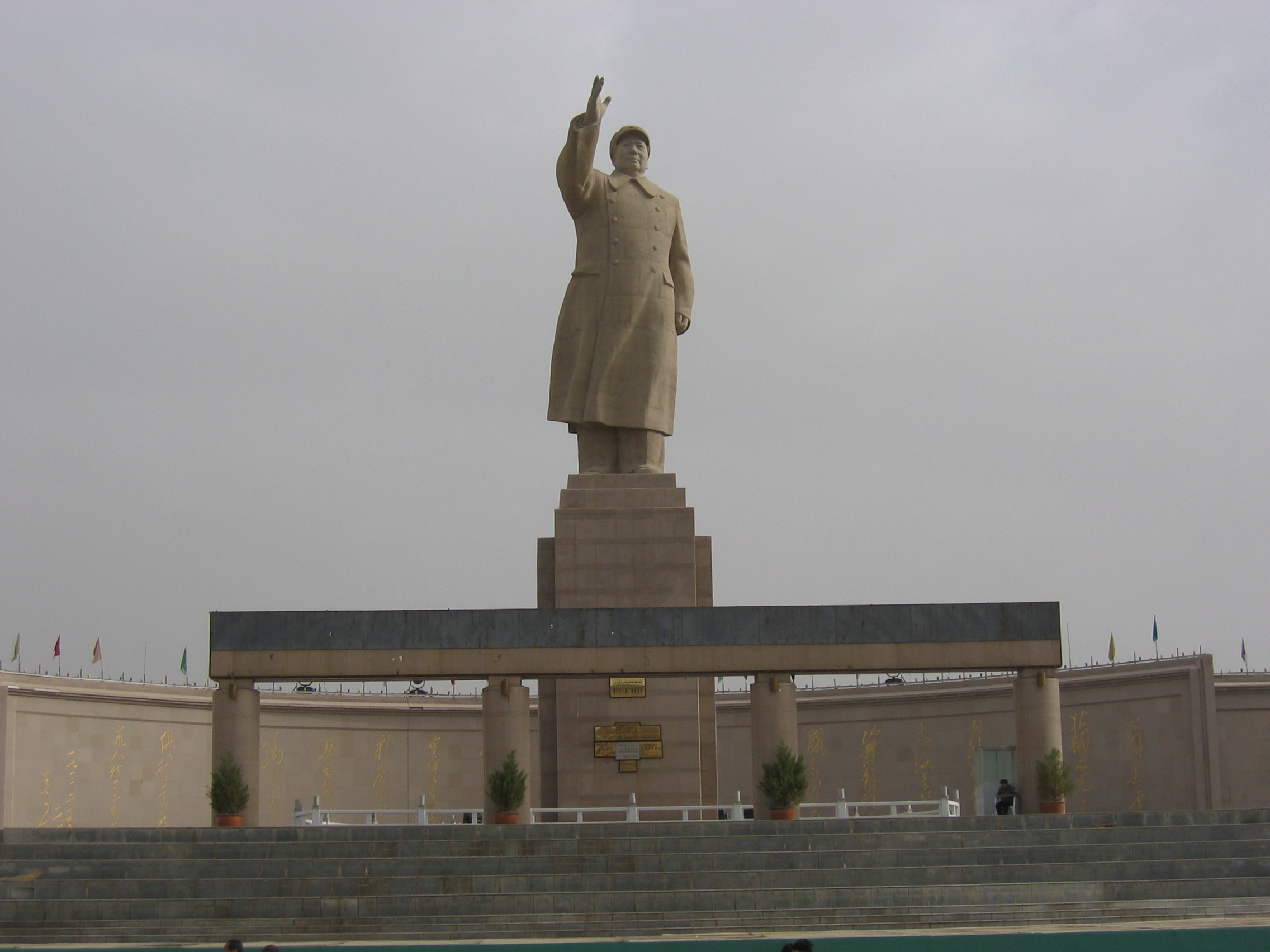
مجسمه مائو تسه‌تونگ در میدان شهر کاشغر.
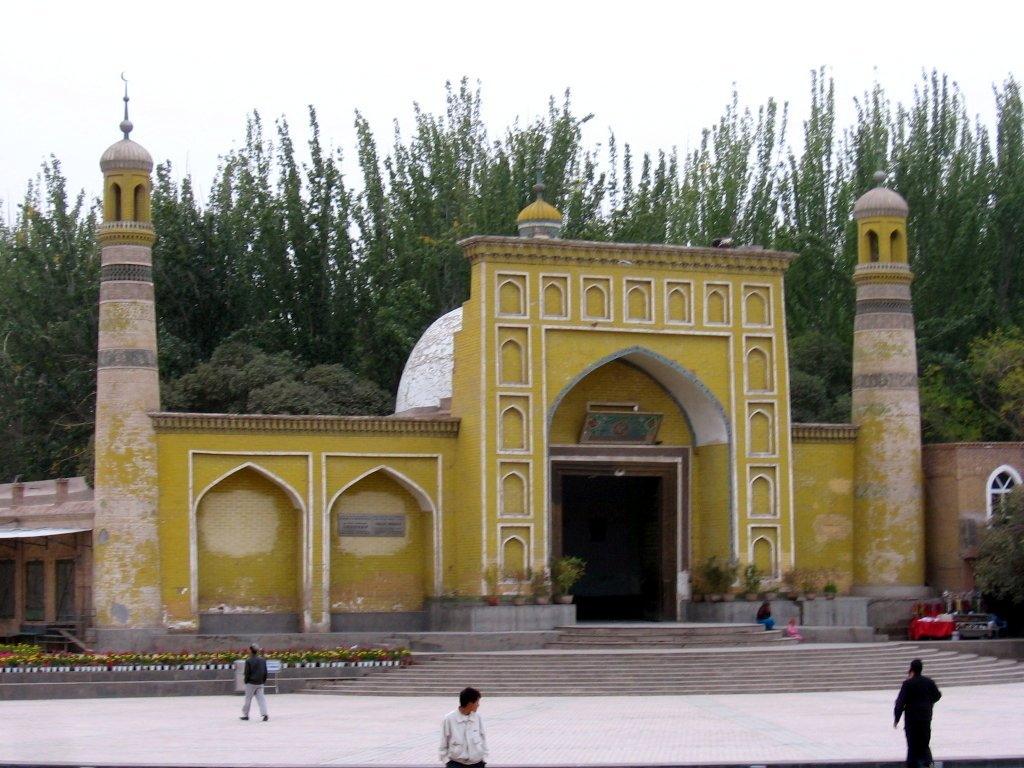
مسجد عیدگاه در کاشغر
مزار آفاق‌خواجه، مقدس‌ترین مکان برای مسلمانان ناحیه سین‌کیانگ است. این آرامگاه در قرن هفدهم بنا شده است.